# Brad Whitford
Brad Whitford (ur. 23 lutego 1952 w Reading) – amerykański muzyk i kompozytor, gitarzysta występujący w grupie muzycznej Aerosmith. Duży wpływ na jego twórczość wywarł Jimi Hendrix. Wziął udział w „Experience Hendrix Tribute Tour”, tournée poświęconemu Jimiemu Hendriksowi.
W 2004 roku muzyk wraz z Joem Perrym został sklasyfikowany na 18. miejscu listy 100 najlepszych gitarzystów heavymetalowych wszech czasów według magazynu „Guitar World”.

## Życiorys
W okresie szkolnym grał na trąbce. Pierwszą gitarę kupił mu ojciec jako prezent z okazji 14 urodzin. Natomiast pierwszą gitarę, jaką sam sobie kupił, był instrument firmy Fender model Jaguar. Jako nastolatek przez sześć miesięcy pobierał lekcje gry na gitarze, następnie uczył się grać samodzielnie, słuchając nagrań zespołów The Beatles i The Kingsmen. Po ukończeniu w 1970 roku Reading Memorial High School podjął naukę w Berklee College of Music w Bostonie. Rok później dołączył do zespołu Aerosmith.